# Віктор Шестрем
Віктор Давид Шестрем (швед. Victor David Sjöström; 20 вересня 1879, Хегеруд, комуна Сільбудаль (нині в комуні Ор'єнг, льон Вермланд, Швеція — 3 січня 1960, Стокгольм) — шведський режисер і актор, засновник класичної шведської школи кінематографа, що дозволила шведської кінематографії зайняти одне з лідируючих положень у світі в 1910-x-1920-х роках. Застосував ряд нововведень в кіновиробництві. Одним з перших шведських кінематографістів почав освоювати звук. Відомий також як виконавець ролі професора Ісака Борга в класичній картині Інгмара Бергмана «Сунична галявина» (1957).

## Вибрана фільмографія
- 1921 — Перевізник
- 1924 — Той, хто отримує ляпаси
- 1925 — Вежа брехні
- 1928 — Вітер
- 1928 — Божественна жінка